# 천주의 성 요한 수도회

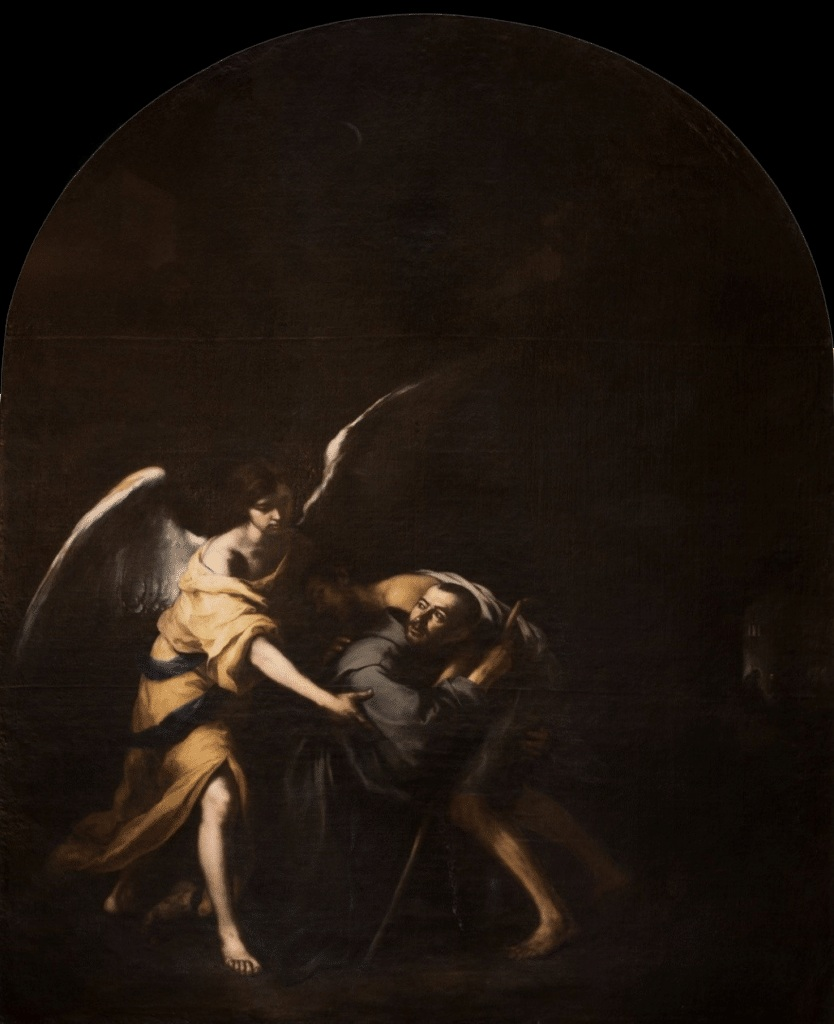
병자를 위해 기도하는 천주의 성 요한과 그의 천사.

천주의 성 요한의 형제 병원(영어: Brothers Hospitallers of Saint John of God), 공식적으로 천주의 성 요한의 형제의 병원 수도회(영어: Hospitaller Order of the Brothers of Saint John of God; 약칭 OH)는 1572년에 설립된 가톨릭 수도회이다. 이탈리아어로는 "선을 행하는 형제"를 의미하는 파테베네프라텔리(이탈리아어: Fatebenefratelli)라고도 하며, 다른 곳에서는 "자비의 형제", "자비로운 형제", "성 요한의 형제"라고도 한다. 이 수도회는 46개국의 389개 센터와 서비스에서 광범위한 건강 및 사회 서비스 활동을 수행한다.
천주의 성 요한 수도회는 가난하고 병든 이들을 위하여 천주의 성 요한(1495~1550년)이 설립한 수도회로, 1539년 가을에 스페인 그라나다에서 그의 동료들과 함께 시작하였다.
이 수도회는 로마 가톨릭교회의 수도회로, 1572년에 교황 비오 5세의 인준을 받았고, 1592년에 교황 클레멘스 8세에 의해 단순 수도회로 한 차례 격하가 되었지만, 1586년에 교황 식스토 5세에 의해 다시 엄률 수도회로 승격되었다. 19세기에는 종교적, 반종교적인 이유들로  스페인 수도회가 어려움을 겪다가 해체되기에 이르렀으나, 20세기 중반부터 다시 활개를 폈다. 현재 세계 52개국에 300여개소의 병원과 그 밖의 사회복지시설들에서 1,000여명의 수사들과 45,000명이 넘는 협력자들이 활동하고 있다.

## 한국의 천주의 성 요한 수도회
천주의 성 요한 의료봉사 수도회(Hospitaller Order of St. John of God)라고도 한다. 1958년에 아일랜드 관구의 수사들 5명이 한국에 진출하여 민간구호와 의료봉사 사업을 시작하였다. 1960년에 광주시 북구 임동에 일반의원이 개원되었고, 1970년대 중반에 정신과 서비스(생활회관이라고 부르는 주간 낮병원)를 시작했으며, 1983년에 한국 지부로 승격되었다. 정신보건서비스의 일환으로 1990년에 알코올중독 치료 센터가 설립되었고, 1990년에 학습 및 자폐성 발달장애인을 위한 직업재활시설을 운영하기 시작하였다. 1998년 한국 지부 준관구로 승격되었다. 2000년부터 중국에서 호스피스병원을 운영하기 시작했고, 광주 베네딕토 메니 노인주간보호센터를 개원하여, 노인복지에도 박차를 가하고 있으며, 2005년 6월 22일에 한국관구로 승격되었다. 한국관구의 주보성인은 성 김대건 안드레아이다. 이 수도회는 대한민국의 로마 가톨릭교회의 대표적인 의료봉사 수도회로, 한국 관구의 본부는 광주광역시에 위치해 있으며, 서울특별시, 담양군, 중국, 일본 등에서 30여명의 수사들이 호스피탤러(Hospitaller)로 활동하고 있다.

## 같이 보기
- 바티칸 약국
- 산 주세페 병원
- 파테베네프라텔리 안과 병원
- 구호기사단

## 참조
- 한국의 천주의 성 요한 의료봉사 수도회 홈페이지 http://www.johnofgod.or.kr

1. ↑  “보관된 사본”. 2014년 10월 19일에 원본 문서에서 보존된 문서. 2014년 10월 7일에 확인함.